# Slatina, Litoměřice
Slatina là một làng thuộc huyện Litoměřice, vùng Ústecký, Cộng hòa Séc.